# Lebaksiuh (Ciawigebang)
Lebaksiuh is een bestuurslaag in het regentschap Kuningan van de provincie West-Java, Indonesië. Lebaksiuh telt 2059 inwoners (volkstelling 2010).